# Cúp bóng đá châu Phi 1976
Cúp bóng đá châu Phi 1976 là Cúp bóng đá châu Phi lần thứ mười, được tổ chức tại Ethiopia. Số đội tham dự giải là 32, hơn giải trước đó 3 đội. Thể thức thi đấu vòng loại không đổi. Thể thức thi đấu vòng chung kết có thay đổi. Vòng bảng vòng chung kết như các giải trước gồm 8 đội chia làm 2 bảng, mỗi bảng 4 đội. Sự thay đổi ở vòng đấu tiếp theo: hai đội tuyển đứng đầu mỗi bảng tạo thành một bảng 4 đội đá vòng tròn một lượt, đội dẫn đầu đoạt chức vô địch. Maroc lần đầu tiên giành chức vô địch. Ethiopia trở thành đội chủ nhà đầu tiên bị loại ngay từ vòng bảng. Còn CHDC Congo trở thành đội đương kim vô địch thứ ba bị loại ngay từ vòng bảng (sau lần đầu tiên là vào năm 1970 cùng với Sudan 1972).

## Vòng loại
Vòng loại của giải gồm 30 đội tham gia, chọn lấy 6 đội cùng với đương kim vô địch Zaire và chủ nhà Ethiopia tham dự vòng chung kết. Vòng loại thi đấu theo thể thức loại trực tiếp sân nhà và sân khách, có áp dụng luật bàn thắng sân khách. Ở vòng sơ loại 12 đội bóng chia làm 6 cặp đấu, các đội thắng vào vòng loại thứ nhất. Ở vòng loại thứ nhất 24 đội chia làm 12 cặp đấu, chọn đội thắng vào vòng loại thứ hai. Vòng loại thứ hai 12 đội chia làm 6 cặp đấu, 6 đội thắng dự vòng chung kết.

### Các đội không vượt qua vòng loại

#### Vòng sơ loại
| - Bénin - Gambia - Lesotho |  | - Liberia - Libya - Somalia |  |  |

#### Vòng loại thứ nhất
| - Algérie - Burundi - Cameroon - Trung Phi - Bờ Biển Ngà - Kenya |  | - Madagascar - Malawi - Mali - Mauritius - Niger - Sénégal |  |  |

#### Vòng loại thứ hai
| - Cộng hòa Congo - Ghana - Tanzania |  | - Togo - Tunisia - Zambia |  |  |

- in nghiêng: Đội bóng bỏ cuộc

## Địa điểm
| Addis Ababa              | Addis Ababa Dire Dawa | Dire Dawa              |
| Sân vận động Addis Ababa | Addis Ababa Dire Dawa | Sân vận động Dire Dawa |
| Sức chứa: 30.000         | Addis Ababa Dire Dawa | Sức chứa: 18.000       |
|                          | Addis Ababa Dire Dawa |                        |

## Vòng chung kết

### Bảng A
| Đội tuyển | Số trận | Thắng | Hòa | Thua | Bàn thắng | Bàn thua | Hiệu số | Điểm |
| --------- | ------- | ----- | --- | ---- | --------- | -------- | ------- | ---- |
| Guinée    | 3       | 2     | 1   | 0    | 5         | 3        | +2      | 5    |
| Ai Cập    | 3       | 1     | 2   | 0    | 4         | 3        | +1      | 4    |
| Ethiopia  | 3       | 1     | 1   | 1    | 4         | 3        | +1      | 3    |
| Uganda    | 3       | 0     | 0   | 3    | 2         | 6        | −4      | 0    |

| Ethiopia                  | 2–0 | Uganda |
| ------------------------- | --- | ------ |
| Sheferaw 2' · Testaye 83' |     |        |

| Ai Cập    | 1–1 | Guinée               |
| --------- | --- | -------------------- |
| Basri 43' |     | B. Sylla 44' (ph.đ.) |

| Ai Cập                | 2–1 | Uganda   |
| --------------------- | --- | -------- |
| Abdou 26' · Basri 32' |     | Obua 21' |

| Ethiopia     | 1-2 | Guinée                        |
| ------------ | --- | ----------------------------- |
| Sheferaw 40' |     | N'jo Lea 15' · Petit Sory 85' |

| Guinée                  | 2–1 | Uganda     |
| ----------------------- | --- | ---------- |
| N'jo Lea 2' · Sylla 20' |     | Muguwa 85' |

| Ethiopia | 1–1 | Ai Cập      |
| -------- | --- | ----------- |
| Ali 46'  |     | Shehata 26' |

### Bảng B
| Đội tuyển | Số trận | Thắng | Hòa | Thua | Bàn thắng | Bàn thua | Hiệu số | Điểm |
| --------- | ------- | ----- | --- | ---- | --------- | -------- | ------- | ---- |
| Maroc     | 3       | 2     | 1   | 0    | 6         | 3        | +3      | 5    |
| Nigeria   | 3       | 2     | 0   | 1    | 6         | 5        | +1      | 4    |
| Sudan     | 3       | 0     | 2   | 1    | 3         | 4        | −1      | 2    |
| Zaire     | 3       | 0     | 1   | 2    | 3         | 6        | −3      | 1    |

| Nigeria                                              | 4–2 | Zaire                  |
| ---------------------------------------------------- | --- | ---------------------- |
| Mohammed 28', 44' · Ojebode 37' (ph.đ.) · Usiyan 90' |     | Kabasu 51' · Ekofa 58' |

| Maroc                   | 2–2 | Sudan                   |
| ----------------------- | --- | ----------------------- |
| Chérif 1' · Abouali 58' |     | Gagarin 9', 79' (ph.đ.) |

| Nigeria   | 1–0 | Sudan |
| --------- | --- | ----- |
| Usiyan 8' |     |       |

| Maroc        | 1–0 | Zaire |
| ------------ | --- | ----- |
| Zahraoui 80' |     |       |

| Maroc                             | 3–1 | Nigeria     |
| --------------------------------- | --- | ----------- |
| Faras 8' · Tazi 19' · Chebbak 81' |     | Ojebode 81' |

| Zaire       | 1–1 | Sudan       |
| ----------- | --- | ----------- |
| Mulamba 41' |     | Gagarin 14' |

### Vòng bảng chung kết
| Đội tuyển | Số trận | Thắng | Hòa | Thua | Bàn thắng | Bàn thua | Hiệu số | Điểm |
| --------- | ------- | ----- | --- | ---- | --------- | -------- | ------- | ---- |
| Maroc     | 3       | 2     | 1   | 0    | 5         | 3        | +2      | 5    |
| Guinée    | 3       | 1     | 2   | 0    | 6         | 4        | +2      | 4    |
| Nigeria   | 3       | 1     | 1   | 1    | 5         | 5        | 0       | 3    |
| Ai Cập    | 3       | 0     | 0   | 3    | 5         | 9        | −4      | 0    |

| Guinée     | 1–1 | Nigeria   |
| ---------- | --- | --------- |
| Camara 88' |     | Lawal 55' |

| Maroc                    | 2–1 | Ai Cập         |
| ------------------------ | --- | -------------- |
| Faras 23' · Zahraoui 88' |     | Abou Rehab 34' |

| Maroc                   | 2–1 | Nigeria      |
| ----------------------- | --- | ------------ |
| Faras 82' · Guezzar 87' |     | Mohammed 57' |

| Guinée                                               | 4–2 | Ai Cập                     |
| ---------------------------------------------------- | --- | -------------------------- |
| N'jo Lea 24', 65' · Sultan 53' (l.n.) · M. Sylla 62' |     | Abdou 33' · El-Seyagui 86' |

| Nigeria                      | 3–2 | Ai Cập                    |
| ---------------------------- | --- | ------------------------- |
| Ilerika 35', 62' · Lawal 82' |     | El Khatib 7' · Khalil 86' |

| Guinée         | 1–1      | Maroc    |
| -------------- | -------- | -------- |
| Souleymane 33' | Chi tiết | Baba 86' |

| Vô địch Cúp bóng đá châu Phi 1976 Maroc Lần thứ nhất |

## Danh sách cầu thủ ghi bàn
4 bàn
- N'jo Lea

3 bàn
| - Ahmed Faras | - Baba Otu Mohammed | - Ali Gagarin |

2 bàn
| - Mustafa Abdou - Taha Basri - ... Sheferaw | - Abdelâali Zahraoui - Haruna Ilerika - Muda Lawal | - Sam Ojebode - Thompson Usiyan |

1 bàn
| - Ahmed Abou Rehab - Hassan Shehata - Mahmoud El Khatib - Mohamed El-Seyagui - Osama Khalil - Mohamed Ali - ... Tesfaye - Papa Camara | - Petit Sory - Bengally Sylla - Morciré Sylla - Ahmed Abouali - Mustapha "Chérif" Fetoui - Redouane Guezzar - Larbi Chebbak | - Ahmed "Baba" Makrouh - Abdellah Tazi - Denis Obua - Jimmy Muguwa - Kabasu Babo - Mbungu Ekofa - Ndaye Mulamba |

phản lưới nhà
- Ghanem Sultan (trong trận gặp  Guinée)

## Đội hình toàn sao
Thủ môn
- Mohammed Al-Hazaz

Hậu vệ
- Mustapha "Chérif" Fetoui
- Mustafa Younis
- Chérif Souleymane
- Djibril Diara

Tiền vệ
- ... Tolde
- Farouk Gaafar
- Haruna Ilerika
- Kunle Awesu

Tiền đạo
- Petit Sory
- Ahmed Faras